# Софиевка (Бердянский район)
Софиевка (укр. Софіївка) — село,
Андреевский поселковый совет,
Бердянский район,
Запорожская область,
Украина.
Код КОАТУУ — 2320655205. Население по переписи 2001 года составляло 538 человек.

## Географическое положение
Село Софиевка находится на левом берегу реки Кильтичия в месте впадения в неё реки Буртичия,
выше по течению на расстоянии в 2 км расположено село Ивановка,
ниже по течению на расстоянии в 0,5 км расположено село Новотроицкое. Через село проходит автомобильная дорога Т-0815.

## История
- 1921 — дата основания. Первые дома были расположены у реки, в нижней части села.

## Население
Преобладающее большинство жителей — болгары.

## Персоналии
- Матросенко, Антон — участник махновского движения 1918—1921.
- Исаак Израилевич Бродский — известный живописец и график.